# Дружинина, Наталья Петровна
Наталья Петровна Дружинина (род. 12 апреля 1955, Черновцы) — советская и российская актриса театра и кино, заслуженная артистка Российской Федерации (2002).

## Биография
Наталья Дружинина родилась 12 апреля 1955 года в Черновцах в семье военного, и вскоре после её рождения родители переехали в Петрозаводск. В детстве Дружинина мечтала стать балериной, но её отцу пришлось переехать в город Мирный, на космодром Плесецк, и её мечте не суждено было осуществиться. Там она увлеклась театром, в котором занималась пока училась в школе. Позже она поступила в Ленинградский государственный институт культуры, после окончания которого год работала в Волгоградском театре. В 1982 году Наталья Петровна переехала в Тулу, где стала актрисой Тульского драматического театра.
Среди её ролей наиболее примечательными стали Соня в «Дяде Ване», Нина в «Уроках музыки», Долли в «Анне Карениной», Анна в «Ох, уж этой Анне!», Кабато в «Тифлисских свадьбах», миссис Пэдди в «Странной миссис Сэвидж» и хозяйка борделя в «Леди на день».

## Творчество

### Роли в театре
- 1982 — «Водевиль» (Дмитрий Ленский) — фигурантка, актриса, танцовщица
- 1982 — «Комната» (Эмиль Брагинский) — Лиза
- 1982 — «Папина дочка (Нина)» (Андрей Кутерницкий) — Галя
- 1984 — «Соловьиная ночь» (Валентин Ежов) — Зизи
- 1984 — «По 206-й…» (Василий Белов) — Тоня Андреевская
- 1985 — «Каникулы в Простоквашино» (Эдуард Успенский) — Галчонок и Зайчонок
- 1986 — «Клуб нелюбимых, или Ромашка без лепестков» (Инна Гофф) — Аня
- 1986 — «Игра» (Юрий Бондарев) — Таня, Ольга
- 1986 — «Царь и солдат» (Леонид Кожевников) — Настя
- 1987 — «У моря (Кабанчик)» (Виктор Розов) — Оля
- 1987 — «Дядя Ваня» (Антон Чехов) — Соня
- 1987 — «Возвращение» (Александр Чхаидзе) — секретарша
- 1988 — «Женское постоянство» (Уильям Сомерсет Моэм) — Марта Калвер
- 1989 — «Кабала святош» (Михаил Булгаков) — незнакомка в маске, судьба
- 1989 — «Уроки музыки» (Людмила Петрушевская) — Нина
- 1990 — «Когда спящий проснется…» (Олег Ернев) — Оля
- 1990 — «Счастливый день» (Александр Островский, Николай Соловьёв) — Липочка
- 1990 — «Восемь любящих женщин» (Робер Тома) — Сюзон
- 1990 — «Кошка, которая гуляла сама по себе» (Редьярд Киплинг) — Кошка
- 1991 — «Гарольд и Мод» (Колин Хиггинс, Жан-Клод Каррьер) — Сильви Газелль
- 1991 — «Дикарь» (Алехандро Касона) — Марга
- 1991 — «Анна Каренина» (Лев Толстой) — Долли
- 1992 — «Мышьяк… и кровавые кружева» (Джозеф Кессельринг) — Элен Харпер
- 1992 — «Клуб избранных (Все в саду)» (Эдвард Олби) — Цинтия
- 1992 — «Программа „С любовью“» (Ларс Хесслинд) — Каисса-путана
- 1993 — «Именины на костылях» (Степан Лобозёров) — Таня
- 1993 — «Призраки в доме сэра Чарлза» (Ноэл Кауард) — Эдит
- 1993 — «Моя парижанка» (Робер Ламурё) — Софи
- 1993 — «Свадьба Кречинского» (Александр Сухово-Кобылин) — Лидочка
- 1993 — «День рождения кота Леопольда» (Аркадий Хайт) — Белый мышонок
- 1994 — «Всё о Еве» (Мэри Орр) — Ева
- 1994 — «Любовь и голуби» (Владимир Гуркин) — Люда
- 1994 — «Тульский секрет-2» (Борис Рацер, Владимир Константинов) — скоморох, английская королева
- 1995 — «Женские тайны» (Уильям Сомерсет Моэм) — Изабелла Тренч
- 1995 — «Море Любви» (Борис Рацер, Владимир Константинов) — Варя
- 1995 — «Загадка дома Вернье» (Агата Кристи, Робер Тома) — Ивонна Бернар
- 1996 — «Белоснежка и семь гномов» (Лев Устинов, Олег Табаков) — Белоснежка
- 1996 — «Королевские игры» (Григорий Горин) — Мери Болейн
- 1996 — «Ненормальная» (Надежда Птушкина) — Она
- 1996 — «Остров нашей любви и надежды» (Геннадий Соловский) — Лиза
- 1996 — «Великий обольститель, или Последняя ночь Казановы» (Александр Лаврин, Виктор Коркия) — очередная жена
- 1996 — «Анчутка» (Будимир Метальников) — Хихикалка
- 1997 — «Семейное счастие» (Лев Толстой) — Лидия Михайловна
- 1997 — «Два гусара» (Лев Толстой) — Устюша
- 1998 — «Быть или не быть» (Уильям Гибсон) — Мэг
- 1998 — «Великолепный Краюшкин (Санька-встанька)» (Юрий Рогозин) — Петра
- 1998 — «Лизанька» (Александр Пушкин) — Катерина Ильинична
- 1998 — «Мисс Гоббс» (Джером Клапка Джером) — Беула
- 1999 — «Двенадцатая ночь, или Что угодно» (Уильям Шекспир) — Мария
- 1999 — «Дверь в смежную комнату» (Алан Эйкборн) — Феба
- 1999 — «Сирена и Виктория» (Александр Галин) — Виктория
- 2000 — «Знатный ребёнок, или Кавказский меловой круг» (Бертольт Брехт) — знатная дама
- 2000 — «Месяц в деревне» (Иван Тургенев) — Лизавета Богдановна
- 2001 — «Ложь на длинных ногах» (Эдуардо Де Филиппо) — Констанца
- 2002 — «Афинские вечера» (Пётр Гладилин) — Людмила
- 2003 — «Сиреневое платье Валентины» (Франсуаза Саган) — Мари
- 2004 — «Очень простая история любви» (Мария Ладо) — хозяйка
- 2006 — «Ох, уж эта Анна!» (Марк Камолетти) — Анна
- 2000 — «Измена» (Ричард Бринсли Шеридан) — Дуэнья
- 2006 — «Тифлисские свадьбы» (Авксентий Цагарели) — Кабато
- 2007 — «Странная миссис Сэвидж» (Джон Патрик) — миссис Пэдди
- 2008 — «Леди на день» (Олег Данилов) — Миссури Мартин
- 2010 — «Дуэнья» (Ричард Бринсли Шеридан) — Дуэнья
- 2010 — «Обыкновенная история» (Иван Гончаров) — Елизавета Александровна
- 2011 — «Титаник-вальс» (Тудор Мушатеску) — Дачия
- 2012 — «В ста шагах от праздника» (Степан Лобозёров) — Ирина
- 2012 — «Палата бизнес-класса» (Александр Коровкин) — Лариса Петровна
- 2014 — «Бабаня и все, все, все…» (Катя Рубина) — Шура
- 2015 — «За двумя зайцами» (Михаил Старицкий) — Устя
- 2016 — «Расточитель» (Николай Лесков) — Анна Семёновна
- 2017 — «Семейный уик-энд» (Жан Пуаре) — Марлен
- 2017 — «Машенька» (Родион Овчинников) — Вера Михайловна
- 2018 — «Грех» (Лев Толстой) — Марья Павловна
- 2019 — «33 счастья» (Олег Богаев) — Она
- 2019 — «Дети понедельника» (Иван Алифанов) — Паолина
- 2019 — «Авантюрист (Блэз)» (Клод Манье) — Ариан
- 2021 — «Закат» (Исаак Бабель) — мадам Вайнер
- 2021 — «Красотка и семья» (Уильям Сомерсет Моэм) — мисс Монморенси
- 2022 — «Объявляется убийство» (Вениамин Найман) — мисс Марпл

### Фильмография
- 2005 — «Парни из стали» — эпизод (нет в титрах)
- 2006 — «Таксистка 3» — эпизод
- 2006 — «Последняя исповедь» — мать Кати
- 2007 — «Закон и порядок: Преступный умысел» — эпизод
- 2014 — «Степные волки» — эпизод
- 2016 — «От осины не родятся апельсины» — эпизод
- 2022 — «Горький мёд…» — мать Бориса

## Награды
- Заслуженная артистка Российской Федерации (15 апреля 2002) — «За заслуги в области искусства»[2]